# Max Merz
Max Christopher Merz (* 1. Februar 1994 in Regensburg) ist ein ehemaliger deutscher Basketballspieler. Merz wechselte 2009 von seinem Stammverein aus Kronberg im Taunus in das Nachwuchsprogramm des deutschen Erstligisten Skyliners aus Frankfurt am Main. Dort spielte der Jugend-Nationalspieler zunächst überwiegend in der U19-Mannschaft des Kooperationspartners Eintracht Frankfurt in der Nachwuchs-Basketball-Bundesliga (NBBL), in der er bereits im Alter von 15 Jahren vor der Zeit debütierte, sowie in der zweiten Mannschaft des Vereins Skyliners Juniors in der dritthöchsten Herren-Spielklasse ProB. Zum Ende der Saison 2014/15 kehrte der Student der Bankwirtschaft vorzeitig während eines Auslandssemesters in den Kader der Erstligamannschaft zurück, unter anderem weil sein jüngerer Bruder Jakob Merz seine angestrebte professionelle Karriere vorzeitig beenden musste.

## Karriere
Nach dem Wechsel vom MTV Kronberg, einem ehemaligen Zweitligisten bei den Herren, 2009 nach Frankfurt am Main zu den Skyliners und der Eintracht, deren Kooperationspartner im Nachwuchs- und Amateurbereich, debütierte Max Merz frühzeitig bereits im Alter von 15 Jahren in der Nachwuchs-Basketball-Bundesliga (NBBL) für die Eintracht. Bei der U16-Europameisterschafts-Endrunde 2010 erreichte Merz mit der Kadettennationalmannschaft des DBB den Klassenerhalt auf dem 13. Platz. Anschließend war Merz für ein Schuljahr an der Rabun Gap-Nacoochee School im Rabun County (Georgia) in den Vereinigten Staaten. Nach seiner Rückkehr reichte es für Merz jedoch mit der NBBL-Mannschaft der Eintracht in den Folgejahren nicht für eine Qualifikation für das TOP4-Finalturnier der höchsten deutschen Nachwuchsspielklasse. Bei den Skyliners wurde Merz nach ersten Spielen bei den Herren der Eintracht in der Regionalliga ab der ProB 2011/12 auch in der zweiten Herren-Mannschaft Skyliners Juniors in der dritthöchsten Spielklasse eingesetzt, in der man gegen den Nachwuchs des Erstliga-Konkurrenten Alba Berlin in Play-downs den Klassenerhalt sicherstellen konnte. In der folgenden ProB 2012/13 erreichte das „Farmteam“ der Erstligamannschaft die Play-off um den Aufstieg, in denen man in der ersten Runde gegen den SC Rist Wedel ausschied.
In der Basketball-Bundesliga 2012/13 hatte Merz seine ersten drei Einsätze bei den Skyliners in der höchsten Herren-Spielklasse. Anschließend unterschrieb er einen Vierjahresvertrag bei den Skyliners, bevor er bei der U20-EM-Endrunde mit der Junioren-Nationalmannschaft, die in den beiden Jahren zuvor mit jeweils dem fünften Platz historisch gute Ergebnisse erzielt hatte, einen elften Platz erreichte. Nach dem Abitur begann Merz ein Studium an der Frankfurt School of Finance & Management und wurde in der Basketball-Bundesliga 2013/14 von Trainer Gordon Herbert bereits regelmäßig knapp zehn Minuten pro Spiel eingesetzt. Mit Doppellizenz spielte er zudem weiterhin für das Farmteam in der ProB 2013/14, bei dem er mit durchschnittlich knapp 13 Punkten und 5 Korbvorlagen pro Spiel zu den spielbestimmenden Akteuren zählte. Während die Skyliners-Herren zunächst noch einmal den Einzug in die Play-offs um die deutsche Meisterschaft verpassten, schied Merz mit den Juniors in den Play-offs um den Aufstieg erneut in der ersten Runde aus. Bei der U20-EM-Endrunde 2014 erreichte Merz mit der Juniorenauswahl auf dem 14. Platz den Klassenerhalt in der Division A, verpasste aber eine Verbesserung des Ergebnisses, während sein Bruder Jakob mit der Jugendnationalmannschaft die Division B gewann und die Rückkehr in den Kreis der besten Auswahlmannschaften der Division A erreichen konnte. In der Saison 2014/15 trat Max Merz zum Jahresende seine für sein international angelegtes Studium verpflichtende Auslandssemester an und seinen Kaderplatz unter anderem an seinen jüngeren Bruder Jakob ab. Nach dem Ausscheiden seines Bruders und einer weiteren Verletzung von Konstantin Klein kam Max Merz jedoch bereits in den Trimester-Ferien nach Frankfurt zurück und stand den Skyliners in den Meisterschafts-Play-offs zur Verfügung, in denen man jedoch gegen den Titelverteidiger FC Bayern München bereits in der ersten Runde ausschied. 2016 gewann er mit Frankfurt den FIBA Europe Cup. Er stand bis 2017 im Frankfurter Aufgebot und war zuletzt stellvertretender Spielführer der Mannschaft. Ende April 2017 beendete er seine Leistungssportlaufbahn, um beruflich als Unternehmensberater tätig zu werden.

## Familie
Max spielte in der ProB 2013/14 bei den Skyliners Juniors mit seinem knapp drei Jahre jüngeren Bruder Jakob Moritz Merz (* 26. Januar 1997 in Bad Soden am Taunus) zusammen, der ebenfalls Jugend-Nationalspieler gewesen ist. Jakob Merz musste jedoch nach Knorpelschäden in beiden Füßen seine professionelle Karriere bereits beenden, bevor er sie richtig begonnen hatte; so absolvierte Jakob auch kein einziges Spiel in der höchsten Spielklasse für die Skyliners.